# ناحیه روس‌کامن، میشیگان
ناحیه روس‌کامن (به انگلیسی: Roscommon Township) یک منطقهٔ مسکونی در ایالات متحده آمریکا است که در شهرستان راسکومون، میشیگان واقع شده‌است.
 ناحیه روس‌کامن  ۴٬۴۱۱ نفر جمعیت دارد و ۳۴۲ متر بالاتر از سطح دریا واقع شده‌است.